# ルキウス・アエミリウス・パウッルス (紀元前50年の執政官)
ルキウス・アエミリウス・パウッルスまたはルキウス・アエミリウス・レピドゥス・パウッルス（ラテン語: Lucius Aemilius (Lepidus) Paullus、生没年不明）は紀元前1世紀中期の共和政ローマの政治家・軍人。紀元前50年に執政官（コンスル）を務めた。

## 出自
レピドゥス・パウッルスは古いパトリキ（貴族）であるアエミリウス氏族 の出身である。レピドゥス家も紀元前285年のマルクス・アエミリウス・レピドゥス 以来、多くの執政官を輩出してきた。
パウッルスの父は、紀元前78年に執政官を務めたマルクス・アエミリウス・レピドゥスである。祖父のプラエノーメン（第一名、個人名）はクィントゥス、曽祖父はマルクスであるが、名前以外は不明である。歴史学者V. ドルマンは、曽祖父マルクスは紀元前189年にマグネシアの戦いにトリブヌス・ミリトゥム（高級士官）として参加した人物と考えている。一方で、キケロが『第13ピリッピカ』で述べているように、紀元前187年と紀元前175年の執政官マルクス・アエミリウス・レピドゥス が曽祖父と考える歴史学者も多い。
パウッルスの母はアップレイウス氏族の出身であった。二人にはさらに二人の息子、マルクス・アエミリウス・レピドゥス（第二回三頭政治の一頭）と紀元前83年にスキピオ家に養子に入ったルキウス・コルネリウス・スキピオ・アシアティクス・アエミリアヌスがいた。アエミリアヌスは紀元前77年に若くして死去している。

## 経歴
パウッルスが現存資料に登場するのは紀元前63年である。ルキウス・セルギウス・カティリナの反乱の噂が流れ、パウッルスはカティリナを暴力的行為の罪で告訴している。カティリナ本人はローマから脱出し、その後戦死したために、この裁判は行われることがなかった。翌年、パウッルスは造幣官を務め、表にコンコルディア女神、裏に降伏したマケドニア王ペルセウスとその息子2人を刻んだデナリウス銀貨を鋳造している。これはカティリナに対する勝利の記念（コンコルディア神殿で行われた元老院会議で、カティリナの共謀者の処刑が決定されている）と、彼の先祖の功を称えるものであった。
クルスス・ホノルム（名誉のコース）の第一歩であるクァエストル（財務官）には紀元前59年に就任した。マケドニア属州総督ガイウス・オクタウィスス（アウグストゥスの実父）の下で勤務している。このときローマではルキウス・ウェッティスという人物が、ポンペイウス暗殺計画があると触れ回った。共謀者には経験豊富な政治家であるマルクス・カルプルニウス・ビブルス、ルキウス・リキニウス・ルクッルス、ルキウス・ドミティウス・アヘノバルブス、さらにはこのときはまだ若かったガイウス・スクリボニウス・クリオ、マルクス・ユニウス・ブルトゥス、プブリウス・コルネリウス・レントゥルス・スピンテル、さらにはパウッルスが含まれるとした。しかし誰もこの話を信じず、ウェッティスは牢獄で死亡した。
紀元前57年、追放されていたキケロのローマ帰還を認める法案が提出されるが、パウッルスも賛成している。紀元前56年には、暴動を組織したとして告発されたプブリウス・セスティウスの裁判に出廷し、被告側証人プブリウス・ウァティニウスを告訴する意向を表明した。その後も順調に出世し、紀元前55年にはアエディリス・クルリス（上級按察官）に就任した。この職権で、先祖のマルクス・アエミリウス・レピドゥス （紀元前187年執政官）が建てたフォルムのバシリカ・アエミリアの再建に着手した。紀元前53年にはプラエトル（法務官）に就任する。
紀元前50年、プレブス（平民）のガイウス・クラウディウス・マルケッルス・ミノルと共に、執政官に就任。このときローマでは、ポンペイウスが主導するオプティマテス（門閥派）とカエサル派との対立が激化していた。パウッルスの立場は反カエサルと考えられていたが、執政官当選後にカエサルから1,500タレント という莫大な賄賂を受け取り、中立に転じていた。この金はバシリカ再建に使われた。
翌年に勃発したカエサルとポンペイウスの内戦では、パウッルスが重要な役割を果たすことはなかった。紀元前44年にカエサルが暗殺され、パウッルスは再び表舞台に登場する。ムティノ戦争（マルクス・アントニウス対元老院派）、元老院はパウッルスを含む3名の特使をマッシリアのセクストゥス・ポンペイウスに派遣した。後にパウッルスは、カエサル派の指導者の一人である実兄マルクスを「祖国の敵」として認めることに賛成した。しかし紀元前43年の秋には、実兄マルクス、アントニウス、オクタウィアヌスで第二回三頭政治が結成される。三頭政治側はローマを占領し、敵対者のリストを作成した。アッピアノスは、「最初に死刑リストを発表したのはマルクス・レピドゥスで、その第一番目がパウッルスであった」と書いている。しかしパウッルスはローマを脱出し（実際には兄が秘密裏に支援したと思われる）、アシア属州へと逃げた。
その後パウッルスはミレトスに落ち着いた。解放者の内戦（第二回三頭政治体制派対カエサルの暗殺者）が終わると、三頭政治側はローマへの帰還を申し出たが、パウッルスは断った。その後のパウッルスに関する記録はない。

## 子孫
パウッルスにはパウッルス・アエミリウス・レピドゥスと名乗った息子がおり、紀元前34年に補充執政官となっている。その息子二人も執政官を務め、うちルキウス（西暦元年執政官）はアウグストゥスの孫娘と結婚している。

## 参考資料

### 古代の資料
- アッピアノス『ローマ史』
- カッシウス・ディオ『ローマ史』
- オロシウス『異教徒に反論する歴史』
- プルタルコス『対比列伝』
- ガイウス・サッルスティウス・クリスプス『カティリーナの陰謀』
- マルクス・トゥッリウス・キケロ『ピリッピカ』
- マルクス・トゥッリウス・キケロ『アッティクス宛書簡集』
- マルクス・トゥッリウス・キケロ『弟クィントゥス宛書簡集』

### 研究書
- Egorov A. Julius Caesar. Political biography. - SPb. : Nestor-History, 2014 .-- 548 p. - ISBN 978-5-4469-0389-4 .
- Rossi F. The Vettia Conspiracy  // Annali Triestini. - 1951. - No. 21 . - S. 247-260 .
- Ryazanov V. Coins and Monetary of the Roman Republic. Retrieved December 14, 2016.
- Tsirkin Yu. Lepidus Uprising // Antique World and Archeology. - 2009. - No. 13. - S. 225-241.
- Broughton R. Magistrates of the Roman Republic. - New York, 1952. - Vol. II. - P. 558.
- Klebs E. Aemilius 72 // Paulys Realencyclopädie der classischen Altertumswissenschaft . - Stuttg.  : JB Metzler, 1893. - Bd. I, 1. - Kol. 556-561.
- Klebs E. Aemilius 81 // Paulys Realencyclopädie der classischen Altertumswissenschaft . - Stuttg.  : JB Metzler, 1893. - Bd. I, 1. - Kol. 564-565.
- Klebs E. Appuleius 32 // Paulys Realencyclopädie der classischen Altertumswissenschaft . - Stuttg.  : JB Metzler, 1895. - Bd. II, 1. - Kol. 269.
- Münzer F. Römische Adelsparteien und Adelsfamilien. - Stuttgart, 1920. - P. 437.
- Settipani C. Continuité gentilice et continuité sénatoriale dans les familles sénatoriales romaines à l'époque impériale. - Oxford, 2000 .-- 597 p. - ISBN 1-900934-02-7 .
- Sumner G. Orators in Cicero's Brutus: prosopography and chronology. - Toronto: University of Toronto Press, 1973 .-- 197 p. - ISBN 9780802052810.
- Syme R. The Augustan Aristocracy. Oxford University Press, 1986.